# Jessica Rothe
Jessica Rothe (Denver, Colorado, 1987. május 28. –)   amerikai színésznő. Legismertebb szerepe Theresa "Tree" Gelbman a 2017-es Boldog halálnapot! című filmben, illetve Paige az MTV 2016-os Mary + Jane sorozatában.

## Élete
Rothe Denverben született. Susan és Steve Rothenberg lánya. Apja zsidó. Nagyanyja Colleen Rothenberg színésznő volt.  8 évesen balettórákra járt. Kiskorában nyáron színházi táborokba járt, Kansas városba. 2009-ben diplomázott a Boston Egyetemen, képzőművészetből. Eközben megtanult táncolni, hegedülni és fazekaskodni.

## Filmográfia

### Film
| Év   | Magyar cím            | Eredeti cím                | Szerep            | Magyar hang     |
| ---- | --------------------- | -------------------------- | ----------------- | --------------- |
| 2013 |                       | Promised Land (rövidfilm)  | Maya              |                 |
| 2013 |                       | The Last Keepers           | Jessica           |                 |
| 2013 | Dögös koros kosarasok | The Hot Flashes            | Millie Rash       | Csifó Dorina    |
| 2013 |                       | Bastards of Young          | Samantha a gonosz |                 |
| 2013 |                       | Jack, Jules, Esther and Me | Jules             |                 |
| 2014 |                       | Dissocia (rövidfilm)       | N/A               |                 |
| 2015 |                       | Lily & Kat                 | Lily              |                 |
| 2015 |                       | Parallels                  | Beatrix Carver    |                 |
| 2015 |                       | The Preppie Connection     | Laura             |                 |
| 2016 |                       | Juveniles                  | Amber             |                 |
| 2016 |                       | Trust Fund                 | Reese Donahue     |                 |
| 2016 |                       | Wolves                     | Lola              |                 |
| 2016 |                       | The Tribe                  | Jenny             |                 |
| 2016 | Forró nyár            | Summertime                 | Jules             |                 |
| 2016 | Kaliforniai álom      | La La Land                 | Alexis            | Eke Angéla      |
| 2016 |                       | Better Off Single          | Mary              |                 |
| 2017 |                       | Tater Tot & Patton         | Andie             |                 |
| 2017 | Boldog halálnapot!    | Happy Death Day            | Tree Gelbman      | Csuha Bori      |
| 2017 | Világot látok         | Please Stand By            | Julie             | Andrádi Zsanett |
| 2017 | Örökké a csajom       | Forever My Girl            | Josie             | Ruttkay Laura   |
| 2019 | Boldog halálnapot! 2. | Happy Death Day 2U         | Tree Gelbman      | Csuha Bori      |
| 2023 | Kinyírni a világot    | Boy Kills World            | June27            | Csuha Bori      |

### Televízió
| Év   | Magyar cím                    | Eredeti cím                                | Szerep          | Megjegyzések            |
| ---- | ----------------------------- | ------------------------------------------ | --------------- | ----------------------- |
| 2010 |                               | America's Most Wanted: America Fights Back | Bojana Mitic    | egy epizód              |
| 2011 |                               | The Onion News Network                     | Katie Clements  | két epizód              |
| 2011 | Happy Endings – Fuss el véle! | Happy Endings                              | tizenéves lány  | egy epizód              |
| 2012 | Gossip Girl – A pletykafészek | Gossip Girl                                | fiatal nő       | egy epizód              |
| 2013 | Zsaruvér                      | Blue Bloods                                | Sylvie Freeland | egy epizód              |
| 2013 |                               | Futurestates                               | Maya            | egy epizód              |
| 2013 |                               | High Maintenance                           | Rachel          | egy epizód              |
| 2013 |                               | Next Time on Lonny                         | Stephanie       | hat epizód              |
| 2016 | Bűnös Chicago                 | Chicago P.D.                               | Madison         | egy epizód              |
| 2016 |                               | Mary + Jane                                | Paige           | főszereplő (tíz epizód) |

## További információ
- Jessica Rothe a PORT.hu-n (magyarul)
- Jessica Rothe az Internetes Szinkronadatbázisban (magyarul)
- Jessica Rothe az Internet Movie Database-ben (angolul)
- Jessica Rothe a Rotten Tomatoeson (angolul)